# Hyposiccia mesozonata
Hyposiccia mesozonata är en fjärilsart som beskrevs av George Francis Hampson 1898. Hyposiccia mesozonata ingår i släktet Hyposiccia och familjen björnspinnare. Inga underarter finns listade i Catalogue of Life.